# Понтус Артті
Понтус Артті (фін. Pontus Kaarlo Artti до 1896  — прізвище Тегстрем (швед. Tegström); 1 січня 1878, Еверторніо, Велике князівство Фінляндське — 30 липня 1936, Гельсінкі, Фінляндія) — фінський дипломат, журналіст і письменник; посол Фінляндії в Італії (1931 — 1936), раніше — посол Фінляндії в СРСР (1927 — 1930). 

## Життєпис
Посол Фінляндії в Італії, Посол Фінляндії в СРСР, фінський журналіст, письменник.
Народився 1 січня 1878 в Еверторніо у Великому князівстві Фінляндському у шведській родині.  
У 1896 змінив прізвище Тегстрем на Артті. 
З 1910 по 1917 — головний редактор газети "Turun Sanomat". 
Пізніше перейшов на роботу в Міністерство закордонних справ Фінляндії. 
З 1927 по 1930 — Надзвичайний і повноважний посол Фінляндії в СРСР, а з 1931 по 1936 — послом Фінляндії в Італії . 
Помер 30 липня 1936 року в Гельсінкі. Похований на цвинтарі Кулосаарі. 